# Loi du 1er octobre 1793

La loi du 1er octobre 1793, aussi appelée loi d'extermination, est votée par la Convention nationale pendant la période appelée la  « Terreur » durant la Révolution française. Une proposition de loi enregistrée le 7 février 2018 prévoyait de la retirer de l'ordre juridique français. Par la suite, un amendement a été déposé pour l'abroger, mais sans plus de succès, car ce dernier a été rejeté le 15 novembre 2019.
Cette loi qui s'inscrit dans le cadre de la guerre de Vendée a notamment pour objectif de placer Léchelle à la tête de la nouvelle Armée de l'Ouest afin d'« exterminer les brigands de l'intérieur ».

## Rapport de Barère
Présidence de Charlier. Rapport de Bertrand Barère sur la Vendée, fait au nom du Comité de salut public, dans la séance du 1er octobre.

« Citoyens, l'inexplicable Vendée existe encore, et les efforts des républicains ont été jusqu'à présent insuffisants contre les brigandages et les complots de ces royalistes.
La Vendée, ce creuset où s'épure la population nationale, devrait être brisé depuis longtemps, et il menace encore de devenir un volcan dangereux.
Vingt fois, depuis l'existence de ce noyau de contre-révolution, les représentants, les généraux, et le comité lui-même, d'après les nouvelles officielles, vous ont annoncé la destruction prochaine de ces fanatiques.
De petits succès de la part de nos généraux étaient suivis de grandes défaites ; trois fois victorieux dans de petits postes, chacun d'eux a été vaincu dans une forte attaque.
Les brigands de la Vendée n'avaient ni poudre, ni canons, ni armes ; d'un côté, l'Anglais, par ses communications maritimes ; de l'autre, nos troupes, tantôt par leur défaite, tantôt par leur fuite, tantôt par des événements qui ressemblent à des intelligences concertées entre quelques soldats, quelques charretiers et les vendéistes, leur ont fourni de l'artillerie, des munitions et des fusils.
L'armée que le fanatisme a nommée catholique royale parait un jour n'être que peu considérable; elle paraît formidable le lendemain. — Est-elle battue, elle devient comme invisible ; a-t-elle du succès, elle est immense. La terreur panique et la trop grande confiance ont tour à tour nombre avec une égale exagération nos ennemis. C'est une sorte de prodige pour des imbéciles ou des lâches; c'est un rassemblement très fort, mais non pas invincible pour un militaire; c'est une chasse de brigands, et non une guerre civile pour un administrateur politique.
Cette armée catholique royale, qu'on a portée longtemps à quinze,à vingt-cinq, à trente mille, est aujourd'hui, par le rapport des représentants du peuple près les côtes de Brest, d'environ cent mille Brigands. On croyait qu'il n'existait qu'une armée, qu'un rassemblement; aujourd'hui l'on compte trois armées, trois rassemblements.
Les brigands, depuis dix ans jusqu'à soixante-six, sont mis en réquisition par la proclamation des chefs; les femmes sont en vedette. La population entière du pays révolté est en rébellion et en armée. Nous aurions une juste idée delà consistance de cette armée de révoltés, en énumérant les différents districts qu'elle occupe, à quelques réfugiés près.
On croyait pouvoir les détruire vers le 5 septembre; le tocsin avait réuni vers le même but un nombre prodigieux de citoyens de tout âge. Le pays s'était mis tout entier en réquisition avec ses piques, ses faux, les instruments même de labourage, et aveu des subsistances pour quelques jours. Des contingents prodigieux par leur nombre autant que par la difficulté de les mouvoir, de les armer, de les approvisionner; des contingents nombreux, depuis Angers jusqu'à Tours, et depuis Poitiers jusqu'à Nantes, semblaient annoncer que la justice nationale allait enfin effacer le nom delà Vendée du tableau des départements de la république. Les contingents bivouaquaient ; 1rs uns gardaient le côté droit de la Loire, les autres devaient appuyer et renforcer les colonnes de nos troupes.
Jamais, depuis la folie des croisades, on n'avait vu autant d'hommes se réunir spontanément qu'il y en a eu tout-à-coup sous les drapeaux de la liberté, pour éteindre à la fois le trop long incendie de la Vendée. Mais, soit par défaut d'ensemble dans l'exécution des mesures et du plan de campagne, soit par toute, autre cause que nous rechercherons plus sévèrement quand nous pourrons rapprocher tous les faits jusqu'à présent désavoués ou contradictoires, la vérité est que les citoyens des contingents ont été ralentis, décourages par le non emploi ; que les contingents se sont fortement nui par leur masse, se sont nui par le manque de subsistances, ou par leur mauvaise et inégale distribution.
On n'a pas su, on n'a pas pu en tirer le parti convenable pour frapper un grand coup et taire une guerre d'irruption, au lieu d'une attaque de tactique.
La terreur panique, qui a toujours perdu et vaincu sans retour les grandes masses; la terreur panique a tout frappé, tout effrayé, tout dissipé comme une vapeur; la journée du 18 a été désastreuse.
Un plan de campagne avait été conçu et longtemps discuté, et le partage d'opinions survenu dans le conseil de guerre au commencement avait été vidé par l'évocation du comité, qui avait pensé, après une longue discussion, que le principal moyen était de garantir les bords de la mer et d'empêcher toute communication des rebelles avec les Anglais.
Le comité était fondé dans cette opinion principale sur ce qu'il fallait garantir d'abord Nantes des brigands qui s'y portaient sans cesse; ensuite la ville de Nantes contre Nantes elle-même, c'est-à-dire contre l'avarice de quelques citoyens, l'aristocratie de quelques autres, et la malveillance de quelques fonctionnaires publics; le comité avait appris par le représentant du peuple Goupilleau, que le 15 août ; pendant toute la nuit et la journée suivante, une partie de l'armée de la république avait entendu les signaux en mer, les coups de canon répétés à onze heures, à une heure et à trois heures, et de même pendant toute la nuit. Le comité avait appris depuis cette époque que les représentants du peuple à Nantes avaient les preuves de la communication des rebelles avec les Anglais, et que plusieurs fois les fanatiques de la Vendée s'étaient plaints, au commencement du mois d'août, de ce que les Anglais ne leur envoyaient pas les six mille hommes qu'ils leur avaient promis.
Il résulte d'un rapport communiqué par le ministre de la marine, et fait par un marin nommé J.-B. Sanat, venant d'Angleterre, où il a été amené prisonnier, en revenant de Cayenne, sur le navire le Curieux, de Rochefort, il en résulte qu'on connaît à Portsmouth, dans l'intervalle de vingt-quatre heures, tout ce qui se passe à Nantes et dans la Vendée, et qu'on recevait des nouvelles et de l'argent pour les émigrés par le moyen de bateaux pêcheurs français qui vont débarquer à Jersey et Guernesey.
Le comité était appuyé sur la considération majeure des manœuvres pratiquées dans le port de Brest, et de l'esprit de. fédéralisme répandu dans les départements de la ci-devant Bretagne. Il a donc fallu porter toute son attention vers Nantes ; il a fallu renforcer cette portion de l'armée des côtes de Brest, qui devait garantir la partie-si intéressante de l'Ouest, et chasser, avec une armée agissante, les brigands qui attaquaient sans cesse la ville de Nantes.
Quarante mille citoyens ont fui devant cinq mille brigands, et la Vendée s'est grossie de cet incroyable succès. La mort de plusieurs pères de famille a jeté la stupeur dans les contingents, et le général Rossignol écrivait, le 22 septembre, au général Canclaux : « Les contingents n'existent plus; on n'a pas su en tirer parti; ils sont plus nuisibles qu'utiles dans ce moment. On se tient sur la défensive à Saumur, aux Ponts-de-Cé; on ne peut faire aucun mouvement. »
Quant au côté d'Ancenis, le tocsin aurait appelé des auxiliaires de la Vendée, et non pas des défenseurs de la liberté. Le représentant Meaulde s'est vu forcé d'y contenir les amis secrets des rebelles vendéistes, et de faire briller publiquement des drapeaux blancs.
C'est d'après ces notions essentielles et ces motifs puissants que l'on a vu l'armée partant de Mayence se porter vers Nantes pour attaquer efficacement, 
quoiqu'un peu plus tard, les rebelles de Mortagne et de Cholet. Les troupes de cette garnison ont été, puisqu'il faut le dire, la pomme de discorde des deux divisions militaires des côtes de Brest et des côtes de La Rochelle. Chaque général voulait commander les troupes disciplinées sortant de Mayence; chacun pensait être victorieux avec ces seize mille hommes joints aux forces qu'il commandait auparavant. On se divisait sur ce point, et la république seule en a souffert.
Au moment où le conseil de guerre fut tenu à Saumur, le 2 septembre, sur les moyens d'employer la force venue de Mayence, tous les représentants reconnurent que les rebelles étaient aux portes de Nantes, et que là étaient les grands dangers si les rebelles avaient pu prendre les Sables et s'approcher des départements maritimes voisins, dont l'esprit n'est pas bon pour lu république.
Après être partis de Saumur, les représentants arrivent au moment où les rebelles attaquaient Nantes pour la quatrième fois depuis la tin d'août. Ils avaient été repoussés déjà avant l'arrivée des forces de Mayence.
Les dispositions en étaient faites ; la division commandée par Beysser, du côté de Machecoul, laquelle montait vers la rive gauche de la Loire, après avoir balayé la partie qui lui était désignée, devait se réunir aux troupes venues de Mayence, dans le bourg de Torfou. Les chemins mauvais, les abattis, et peut-être des trahisons ont empêche l'exécution de cette mesure.
D'ailleurs, comme la vérité est le premier tribut que le comité doit à la confiance dont la Convention l'a investi, il faut dire qu'une partie de nos troupes n'a pas conservé dans sa marche les mœurs que doivent avoir les armées de la république.
On a pillé à Torfou en reconnaissant ce poste, et, pendant le pillage, les soldats ont été cernés et très fortement maltraités par les brigands. Le bataillon de la Nièvre, qui était à son poste, et qui gardait les canons, a été investi par les brigands; il a été étonné du nombre et de l'impétuosité des assaillants.
II a plié, et les canons ont été pris. Vous avez déjà appris par les détails de celle journée que le revers a été réparé dans la même journée par les mêmes troupes en avant de Clisson, lorsque le corps d'armée a repoussé l'ennemi.
Ici se présente la journée, des rebelles, celle dont les succès ont étonné un instant les troupes ; c'est la journée du 19 septembre dont je veux parler. Ce jour-là, les troupes de Mayence se battaient a Torfou avec grand échec; ce jour-là, les troupes de Mayence se battaient à Paloy, aux portes de Mantes, avec grand succès.
Le même jour, les troupes aux ordres de Rossignol étaient repoussées de Vihiers par les brigands; et, quoique la.-division de Sanlerre fût forte de nombreuses réquisitions, elle était entièrement battue à Coron ; elle a perdu son artillerie ; des pères de famille sont restés sur le champ de bataille, et la terreur a frappé les contingents.
Que produisit cette triste journée, outre les malheurs qu'elle éclaira? Elle produisit des plaintes, des soupçons entre les chefs. Ils écrivaient de Saumur pour se plaindre de ce que les brigands étaient renvoyés vers cette partie, tandis que les troupes de Mayence étaient cependant à se battre aussi, ainsi que la division de Bevsser, contre d'autres rassemblements de brigands, à la fois a Torfou, à Mortagne et à Montaigu. La défaite de Saumur n'a donc pas été un contre-coup, mais une défaite.
C'est à Montaigu que Beysser était battu, et qu'il lui devenait impossible dé faire sa jonction avec les troupes de Mayence à Boussai, où il était attendu. La déroute de Beysser avait aussi des suites factieuses; car elle a produit l'échec de la division de Mikouski, qui était au moment d'opérer sa jonction à Saint-Fulgent avec la colonne commandée par Beysser.
Les plaintes du côté de Saumur ont dû cesser alors que les représentants du peuple écrivent de Clisson, le 22 septembre, qu'il existe une année de cent mille brigands, dont cinquante mille bien armés.
Le 24, les représentants du peuple à Saumur leur répondent que les divisions d'Angers et de Saumur ne peuvent que se tenir sur la défensive. Alors les représentants du peuple près les troupes de Mayence se sont occupés de rétablir les communications avec Mantes; ainsi tout n'a pas été en pure perte pour la république. Les troupes de Mayence ont préservé Mantes contre les brigands, Nantes contre Nantes;
elles ont préservé surtout les départements de la ci-devant Bretagne.
Tels sont les résultats sommaires de la correspondance reçue par le comité, de toutes les journées; tels sont les résultats que le comité a obtenus des conférences qu'il a eues avec le général Ronsin, et dimanche avec Rewbell et Turreau, représentants du peuple, arrivés de la Vendée dans la nuit.
Le tableau des malheurs de la patrie, qui réjouit l'aristocratie, qui contente le modéré, n'est qu'une leçon pour l'administrateur public, et un motif de courage pour le républicain.
Pour prendre dans l'affaire de la Vendée l'attitude ni convient à la Convention nationale, elle doit d'abord jeter un coup-d'œil rapide sur les progrès, et ensuite sur le dernier état.
Voici un aperçu rapide.
Conspiration commencée par La Rouerie, et qui se rattache à de farouches complots plus profonds, et que le temps ne couvrira pas toujours.
Conspiration mal déjouée, mal suivie par le conseil exécutif d'alors.
Il fallait brûler la première ville, le premier bourg, le premier village qui avait fomenté la révolte. — Une ville en cendres coûte moins qu'une Vendée, qui absorbe les armées, les cultivateurs, la fortune publique, et qui détruit plusieurs départements à la fois.
La Vendée a fait des progrès par les conspirateurs qui l'ont commencée, par les nobles qui les ont aidés, par les-prêtres réfractaires qui s'y sont mêlés, par le fanatisme des campagnes, la tiédeur des administrateurs, la trahison des administrateurs, par les étrangers qui y ont porté de l'or, des poudres, des armes et des scélérats; par les émigrés qu'on y vomit; par les parents de Pitt et de Grenville, qui en calculaient, qui en achetaient les progrès effrayants.
La Vendée a fait d'autres progrès par l'insuffisauce des troupes envoyées, par le choix des généraux traîtres ou ignorants, par la lâcheté de quelques bataillons, composés d'étrangers de Napolitains, d'Allemands et de Génois ramassés dans les rues de Paris par l'aristocratie, qui nous a fait ce présent avec quelques assignats. Il y avait même dans les bataillons des émigrés que le glaive de la loi a puni.
La Vendée a fait de nouveaux progrès par l'envoi trop fréquent et trop nombreux de commissaires de la Convention, par l'armée trop nombreuse de commissaires du conseil exécutif.
La Vendée a fait de nouveaux progrès par l'insatiable avarice des administrations de nos armées, qui agiote sur la guerre, qui spécule sur les batailles perdues, qui établit ses profits sur les malheurs de la patrie, qui grossit ses trésors de la durée de la guerre, et qui contrarie les dispositions militaires pour en prolonger les bénéfices, et qui s'enrichit sur des monceaux de morts.
La Vendée a fait de nouveaux progrès par l'intelligence qui doit exister entre nos ennemis, entre nos départements rebelles, entre les Anglais, entre l'aristocratie et les complots obscurs de Paris, et ceux qui agissent dans nos armées.
La Vendée a fait les derniers progrès par la marche inégale de nos armées combinées, par l'esprit stationnaire de l'armée de Saumur, quand celle de Nantes avait une activité victorieuse; par la non organisation de l'armée de Niort, et l'inactivité que lui avait communiquée son premier général.
Comment nos ennemis n'auraient-ils pas porté tous leurs efforts, tous leurs projets sur la Vendée? C'est le cœur de la république; c'est là qu'est réfugié le fanatisme, et c'est là que. les prêtres, les cordons rouges, les cordons bleus et les croix de Saint-Louis élèvent ses autels ; c'est là que les émigrés, les puissances coalisées ont rassemblé les débris d'un trône conspirateur. C'est à la Vendée que correspondent les aristocrates, les fédéralistes, les départementaires, les sectionnaires ; c'est à la Vendée que se reportent les vœux coupables de Marseille, la vénalité honteuse de Toulon, les cris rebelles des Lyonnais, les mouvements de l'Ardèche, les troubles de la Lozère, les conspirations de l'Eure et du Calvados, les espérances de la Sarthe et de la Mayenne, le mauvais esprit d'Angers et les sourdes agitations de quelques départements de l'ancienne Bretagne.
C'est donc à la Vendée que nos ennemis devaient porter leurs coups.
C'est donc à la Vendée que vous devez porter toute Votre attention, toutes vos sollicitudes; c'est à la Vendée que vous devez déployer toute l'impétuosité nationale et développer tout ce que la république a de puissance et de ressources.
Détruisez la Vendée, Valenciennes et Condé ne sont plus au pouvoir de l'Autrichien.
Détruisez la Vendée, l'Anglais ne s'occupera plus de Dunkerque.
Détruisez la Vendée, et le Rhin sera délivré des Prussiens.
Détruisez la Vendée, et l'Espagne se verra harcelée, conquise par les méridionaux joints aux soldats victorieux de Mortagne et de Cholet.
Détruisez la Vendée, et une partie de cette armée de l'intérieur ira renforcer l'armée du Nord, si souvent trahie, si souvent travaillée.
Détruisez la Vendée, et Lyon ne résistera plus; Toulon insurgera contre les Espagnols et les Anglais, et l'esprit de Marseille se relèvera à la hauteur de la révolution républicaine.
Enfin, chaque coup que vous porterez à la Vendée retentira dans les villes rebelles, dans les départements fédéralistes, dans les frontières envahies. La Vendée, et encore la Vendée, voilà le charbon politique qui dévore le cœur de la république française; c'est là qu'il faut frapper.
C'est là qu'il faut frapper d'ici au 15 octobre, avant l'hiver, avant les pluies, avant l'impraticabilité des routes, avant que les brigands trouvent une sorte d'impunité dans le climat et les saisons.
D'un coup d'œil vaste et rapide le comité a vu dans ce peu de paroles tous les vices de la Vendée : trop de représentants, trop de généraux, trop de division morale, trop de division militaire, trop d'indiscipline dans les succès, trop de faux rapports dans les récits des événements, trop d'avidité, trop d'amour de l'argent et de la durée de la guerre dans une grande partie des chefs et des administrateurs. Voilà les maux : voici les remèdes.
A trop de représentants, substituer un petit nombre, en exécutant rigoureusement le décret politique et salutaire qui défend d'envoyer des représentants dans leur propre pays, dans leur département.
Renouveler ainsi l'esprit de. la représentation nationale près les armées, c'est l'empêcher de s'altérer et de perdre de cette énergie, de cette dignité républicaine qui fait sa force; c'est rompre des habitudes toujours funestes; c'est éloigner des ménagements personnels presque inséparables désaffections locales.
Ainsi, quatre représentants suffiront,dans l'armée agissante contre, la Vendée, pour embrasser toute la surveillance des opérations.
Il n'y a rien d'injurieux, rien de douteux dans cette nouvelle nomination des représentants. Le comité connaît trop les travaux immenses qu'ont faits à Nantes, à Saumur, à Tours, à Angers, les représentants qui y sont dans le moment, pour établir ce genre d'ingratitude à la place des marques de satisfaction qu'ils méritent; mais les nouvelles combinaisons prises par le conseil exécutif provisoire et par le comité, pour une armée unique contre la Vendée, n'exigeront plus que quatre représentants.
A trop de généraux succédera un seul général en chef d'une armée unique; c'est là le moyen de donner de l'ensemble aux divisions militaires, de l'unité aux moyens d'exécution de l'armée, de l'intensité au commandement, et de l'énergie aux troupes.
Deux chefs marchaient contre la Vendée; deux chefs appartenaient aux deux armées des côtes de Brest et de La Rochelle; de là point d'ensemble, point d'identité de vue, de pouvoir, d'exécution. Deux esprits dirigeaient deux armées, quoique marchant vers le même but; et il ne faut à l'armée chargée d'éteindre la Vendée qu'une même âme, qu'un même esprit, qu'une même impulsion. La force des coups (pu doivent être portés aux brigands dépend beaucoup de la simultanéité et de l'ensemble de ceux qui frappent, et de l'esprit uniforme qui les meut. Les généraux sont exposés à avoir plus de passions, et des passions plus actives que les autres hommes. Dans l'ancien comme dans le nouveau régime, l'amour-propre excessif, une ambition exclusive de la victoire, un accaparement de succès, sont inséparables des mouvements de leur cœur ; chacun, comme Scipion l'Africain, voudrait être Scipion le Vendéiste; chacun voudrait avoir éteint cette guerre civile; chacun voudrait avoir renversé le fanatisme et exterminé les royalistes. Ambition généreuse sans doute, et digne d'éloges, mais c'est lorsqu'elle n'est pas personnelle, mais c'est lorsqu'elle n'est pas exclusive, mais c'est lorsqu'elle ne tourne pas à la perte de la république. Soyez Tiers de vos succès, généraux de la république, mais ne soyez ni jaloux, ni ambitieux personnellement.
Soyez jaloux de servir mieux qu'un autre la république, soyez ambitieux de la sauver, soyez ambitieux de la gloire générale et de la renommée de la pairie; il n'est que cette passion qui peut vous sauver ou vous rendre célèbres.
Il est des hommes, cependant, qui font de l'art affreux de la guerre un vil métier, une spéculation mercantile, et qui ont osé dire : Il faut que cette guerre dure encore deux ans... Citoyens, serait-ce donc un patriotisme que le droit de faire égorger ses semblables ? serait ce une spéculation vénale que celle de conduire ses concitoyens à l'honneur de la victoire ? serait-ce à la merci de généraux, de soldats heureux, que nous pourrions laisser ainsi le sort de la république, la destinée de vingt-sept millions d'hommes et la dépense de la fortune nationale ?
Pardonnez cette légère digression, elle a été commandée par le sujet. La jalousie des généraux a fait plus de mal encore à la France que les trahisons.
Désormais un seul général en chef commandera l'armée active contre la Vendée. Pour y parvenir, il a fallu faire un nouvel arrondissement pour cette armée. La ville de Niort, celle de Saumur, celle de Nantes ne formeront plus désormais qu'une seule armée; elle sera augmentée en territoire de tout le département qui contient Nantes, du département de la Loire-Inférieure. Celte armée portera le nom d'armée de l'Ouest.
Il a fallu trancher ces deux divisions, armée des côtes de Brest, armée des côtes de La Rochelle, et n'en former qu'une seule, pour y adapter un général nouveau. C'est au conseil exécutif provisoire à présenter sans délai à votre approbation un général en chef reconnu par son audace et par son patriotisme; car il ne faut que de l'audace contre des brigands, des prêtres et des nobles ; ils sont lâches comme le crime; ils n'ont de force que celle que donne le fanatisme royaliste et religieux. Opposons leur, non le fanatisme de la liberté, le fanatisme ne convient qu'à la superstition et au mensonge; mais opposons-leur l'énergie des républicains et I enthousiasme que la liberté et l'égalité impriment à toutes les âmes qui ne sont pas corrompues.
Depuis que l'art de la guerre a obtenu une grande perfection, il est de principe qu'il faut, pour avoir des succès, faire la guerre avec de grandes masses ; c'est cet art militaire qui fait qu'on se lève en masse pour la victoire. — « Dieu, disait un guerrier fameux du Nord, Dieu se met toujours du côté des gros bataillons... »
Pourquoi la liberté, qui est la divinité que nous servons, ne suivrait-elle pas cette tactique? Pourquoi nos généraux divisent-ils, gaspillent-ils, disséminent-ils sans cesse nos forces au lieu de les réunir, de les employer par grandes et imposantes parties ? L'exemple des succès de la réunion des forces a été si souvent donné; espérons qu'enfin il va être suivi dans la Vendée.
L'indiscipline est le plus grand fléau des armées; elle désorganise la victoire, elle, paralyse les succès, elle, intercepte la défense, elle fournit l'arme la plus favorable aux ennemis; aussi ils n'ont pas oublié de l'employer.
Quant aux nouvelles exagérées, aux faux rapports sur les événements de la Vendée, le comité a, non pas à se reprocher, mais à gémir sur les fausses relations que sa correspondance lui a données sur quelques événements militaires, entre autres sur celui qui annonçait, du côté de Saumur, que Mortagne et Cholet étalent pris, que vingt mille brigands avaient mordu la poussière, et qu'il n'en restait plus que cinq mille.
Qu'ils sont imprudents et coupables ceux qui trompent ainsi le législateur, et qui créent ou trop de terreur par des revers exagérés, ou trop de confiance par des succès mensongers! Le comité a les yeux ouverts sur les hommes qui, au milieu des départements arrosés par la Loire, écrivent des faussetés de ce genre, et il les dénoncera aux tribunaux comme agents indirects de contre-révolution. Celui qui trompe sciemment la Convention nationale sur des événements militaires, dans un moment où toutes les âmes sont ouvertes à toutes les impressions, où l'inquiétude publique-est exaspérée et peut avoir des résultats fâcheux; de pareils hommes, dis-je, sont répréhensibles et seront désormais punis.
Il ne reste plus qu'un mot à dire sur la Vendée, et ce mot est l'encouragement national à tous ceux qui, dans cette campagne, chasseront tous les brigands intérieurs ou étrangers, car c'est la même famille.
Un décret porte que le traitement des généraux sera gradué sur le nombre des campagnes qu'ils auront faites. Oh! combien il eût été plus humain, plus philosophique, plus révolutionnaire, de décréter un maximum décroissant pour le nombre des campagnes! combien celte mesure aurait accéléré les guerres! Rarement les généraux les terminent; les artistes ne ruinent pas leur art; ce sont les peuples qui paient la guerre de leur or, de leurs travaux et de leur sang, qui finissent les guerres. Ce sont les républiques qui aiment la paix, ce sont les républiques qui favorisent la population et l'industrie, et non la guerre qui détruit tout, jusqu'aux vertus, jusqu'à la sainte humanité.
Eh bien ! c'est nous qui donnerons une plus grande récompense à ceux qui auront le plus abrégé la durée de la guerre. Décrétons que la reconnaissance nationale attend l'époque de la fin de la campagne pour décerner des honneurs publics et des récompenses aux armées et aux généraux qui auront le plus concouru à terminer cette guerre.
Que les aristocrates, qui se réjouissent impunément de nos revers et quelquefois de la mauvaise exécution des lois révolutionnaires, qui ne les atteignent pas autant qu'ils le méritent; que les aristocrates et les modérés ne voient pas dans cette annonce solennel le besoin de voir terminer la guerre: ils n'ignorent pas que les émigrés seuls ont donné, pour aliment a la sainte guerre que nous leur faisons, 6 milliards de valeur territoriale ou mobilière ; que les rebelles de Lyon, de Toulon, de Marseille, de la Vendée, et les conspirateurs de tout genre viennent grossir de leur sang la fortune publique; ils n'ignorent pas sans doute qu'une nation qui remplit ses villes de manufactures d'armes, et qui couvre ses frontières de six cent mille jeunes citoyens avec un décret de deux lignes, est une nation qui ne craint ni l'Europe, ni ses tyrans.
II faut que le général d'une république voie, après l'honneur de la victoire, la patrie lui prodiguant des honneurs et des récompenses. Nous faisons des lois pour des hommes et non pour des dieux. N'obéissons pas à leur avarice, mais soyons reconnaissants ; ne servons pas leur vanité, mais ouvrons enlia le trésor inépuisable qui, chez les Français, contient le germe de toutes les vertus, la monnaie de la gloire civique.
Le comité a pris des mesures, ces deux jours, pour l'état-major de l'armée révolutionnaire de l'Ouest et pour la marche à suivre. L'état-major est épuré de nobles, d'étrangers et d'hommes suspects.
Ce travail a pour principal objet l'action du gouvernement et l'exécution des lois, la concentration du pouvoir national dans la Convention, le jeu et la circonscription des autorités constituées.
Ce travail réduira à deux, dans chaque armée, les représentants du peuple.
Ce travail aura pour objet le retour des autres représentants du peuple dans les départements.
Ce travail ramènera dans la main de, la Convention des pouvoirs trop disséminés ; il rétablira dans un seul point l'autorité nationale.
C'est à l'entrée de l'hiver, c'est à la (in de la campagne que la Convention doit reprendre toute l'activité, toute l'énergie et toute la pensée du gouvernement.
Le comité s'est occupé des mesures qui peuvent accélérer la destruction de la Vendée, et ces mesures peuvent être puissamment secondées par une proclamation simple et courte à la manière des républicains.
C'est à la Convention à commander celte fois le sein plan de campagne qui doit être exécuté dans la Vendée, celui qui consiste à marcher avec audace vers les repaires des brigands.
La Convention doit donner à toute l'armée révolutionnaire de l'Ouest un rendez-vous général, d'ici au 20 octobre, à Mortagne et à Cholet. Les brigands doivent être vaincus et exterminés sur leurs propres foyers. Semblables à ce géant fabuleux qui n'était invincible que quand il touchait la terre, il faut les soulever, les chasser de leur propre terrain pour les abattre.
Non, la Convention ne laissera pas sans gloire et sans récompense l'armée et le général qui auront terminé l'exécrable guerre de la Vendée. »

## Texte de la loi
La Convention nationale, après avoir entendu le rapport du comité de salut public, décrète:
- Article 1er. Le département de la Loire-Inférieure demeure distrait de l'armée des côtes de Brest, et est réuni à celle des côtes de la Rochelle, laquelle portera désormais le nom d'armée de l'Ouest.
- Article 2. La Convention nationale approuve la nomination du citoyen Léchelle, général en chef nommé par le conseil exécutif pour commander cette armée.
- Article 3. La Convention nationale compte sur le courage de l'armée de l'Ouest et des généraux qui la commandent pour terminer d'ici au 20 octobre l'exécrable guerre de la Vendée.
- Article 4. La reconnaissance nationale attend l'époque du premier novembre prochain pour décerner des honneurs et des récompenses aux armées et aux généraux qui dans cette campagne auront exterminé les brigands de l'intérieur, et chassé sans retour les hordes étrangères des tyrans de l'Europe[5].

## Proclamation de la Convention
« Soldats de la liberté : Il faut que les brigands de la Vendée soient exterminés avant la fin du mois d'octobre ; le salut de la patrie l'exige, l'impatience du peuple français le commande, son courage doit l'accomplir. La reconnaissance nationale attend, à cette époque, tous ceux dont la valeur et le patriotisme auront affermi, sans retour, la liberté & la République. »